# 용문중학교 (서울)
용문중학교(龍文中學校)는 대한민국 서울특별시 성북구 안암동2가에 있는 사립 중학교이다.

## 학교 연혁
- 1946년 : 성도중학교 창립, 개교 초대 최의순 교장 취임
- 1949년 : 재단법인 겸산학원 설립인가
- 1952년 : 학제변경에 의하여 강문중학교 설립인가
- 1953년 : 겸산학원 해산, 재단법인 강문학원으로 개칭
- 1964년 : 창신동 교사에서 안암동 교사로 이전
- 1966년 : 임당 김문희 선생 학교 설립 인수, 해촌 김용주 선생 이사장 취임
- 1969년 : 건평 2,800평 교사 준공
- 1970년 : 학교법인 용문학원으로 변경 인가, 용문중학교로 교명 변경 인가
- 1971년 : 건평 800평 별관 준공, 운동장 5,800평 확장
- 1972년 : 건평 408평 과학관 준공 및 제2운동장 조성
- 1975년 : 건평 581평 체육관 준공
- 2017년 : 화정 류승지 선생 이사장 취임
- 2023년 : 제72회 졸업식(졸업생 70명, 누계 25,761명)
- 2023년 : 제30대 김영인 교장 취임
- 2024년 : 제73회 졸업식
- 2024년 : 제31대 최낙원 교장 취임
- 2025년 : 제32대 김동조 교장 취임

## 참고 자료
- 용문중학교 - 한국교육학술정보원 학교알리미